# Campeonato Mundial de Ciclocrós de 2014
El LXV Campeonato Mundial de Ciclocrós se celebró en Hoogerheide (Países Bajos) del 1 y al 2 de febrero de 2014 bajo la organización de la Unión Ciclista Internacional (UCI) y la Federación Neerlandesa de Ciclismo.

## Medallistas
| Evento    | Oro                             | Plata                | Bronce                  |
| --------- | ------------------------------- | -------------------- | ----------------------- |
| Masculino | Zdeněk Štybar · República Checa | Sven Nys · Bélgica   | Kevin Pauwels · Bélgica |
| Femenino  | Marianne Vos · Países Bajos     | Eva Lechner · Italia | Helen Wyman Reino Unido |

### Masculino
| Puesto            | Ciclista          | País            | Tiempo  |
| ----------------- | ----------------- | --------------- | ------- |
| Medalla de oro    | Zdeněk Štybar     | República Checa | 1:05:29 |
| Medalla de plata  | Sven Nys          | Bélgica         | 1:05:41 |
| Medalla de bronce | Kevin Pauwels     | Bélgica         | 1:06:09 |
| 4                 | Klaas Vantornout  | Bélgica         | 1:06:28 |
| 5                 | Tom Meeusen       | Bélgica         | 1:06:36 |
| 6                 | Lars van der Haar | Países Bajos    | 1:06:51 |
| 7                 | Rob Peeters       | Bélgica         | 1:07:12 |
| 8                 | Francis Mourey    | Francia         | 1:07:22 |

### Femenino
| Puesto            | Ciclista        | País         | Tiempo |
| ----------------- | --------------- | ------------ | ------ |
| Medalla de oro    | Marianne Vos    | Países Bajos | 39:25  |
| Medalla de plata  | Eva Lechner     | Italia       | 40:32  |
| Medalla de bronce | Helen Wyman     | Reino Unido  | 40:42  |
| 4                 | Sanne Cant      | Bélgica      | 40:45  |
| 5                 | Nikki Brammeier | Reino Unido  | 41:58  |
| 6                 | Lucie Chainel   | Francia      | 42:09  |
| 7                 | Loes Sels       | Bélgica      | 42:12  |
| 8                 | Thalita de Jong | Países Bajos | 42:17  |